# 喻田
喻田（1957年10月—），中国麻醉学医师，研究課題包括「心肌保護與全麻機制」。2014年至2018年曾任遵義醫學院（後改名遵義醫科大學）校長。